# Pierre Levegh
Pierre Levegh, eigentlich Pierre Eugène Alfred Bouillin, (* 22. Dezember 1905 in Paris; † 11. Juni 1955 in Le Mans) war ein französischer Automobilrennfahrer.

## Pseudonym eines „Herrenfahrers“
Pierre hatte sich statt seines eigentlichen Nachnamens Bouillin (manchmal fälschlich Bouillon geschrieben) ein Pseudonym zugelegt, um seinem Onkel Levegh, der in den frühen Jahren des Motorsports mit dem legendären Mors Pioniertaten vollbracht hatte, einen gewissen Respekt zu zollen. Der ausgesprochene Herrenfahrer oder Gentleman driver war überaus sportlich, galt als exzellenter Schlittschuhläufer und konnte sogar auf internationale Einsätze im Eishockey oder beim Tennis verweisen.

## Rennkarriere
Levegh bestritt 1950 und 1951 insgesamt sechs Formel-1-Rennen mit dem 4,5-Liter-Talbot-Lago, dessen Design noch aus den Vorkriegsjahren stammte. Mit dem gegenüber der Konkurrenz von Alfa Romeo unterlegenem Material war das Erreichen eines siebten Platzes beim Großen Preis von Belgien, in dessen Verlauf alle Piloten der Talbots, wie Raymond Sommer oder Louis Rosier, auftrumpften, sein bestes Ergebnis. Bei allen weiteren drei Starts verhinderte meist ein technischer Defekt eine bessere Platzierung.

### Die Solofahrt in Le-Mans 1952
Vom Start weg ging Alberto Ascari in Führung und hielt diese bis zum Kupplungsschaden nach drei Stunden Renndauer. Zum Erstaunen der Zuschauer und der Rennleitung – die zuerst an einen Fehler in den Zeitentabellen glaubte – lag danach der kleine 2,3-Liter-Gordini von Jean Behra und Robert Manzon an der Spitze. Bis knapp vor Halbzeit behaupteten Behra und Manzon die Führung, dann stoppte das Duo ein Bremsdefekt. Zu diesem Zeitpunkt waren alle Werks-Jaguars und zwei Cunninghams durch technische Defekte ausgefallen. Von den Ferraris war nur mehr der Simon-Wagen im Rennen, und auch Mercedes hatte schon einen 300 SL nach einem Schaden an der Elektrik verloren.
Nach dem Ausfall von Behra übernahm Pierre Levegh den ersten Platz der Gesamtwertung. Was darauf folgte, ging als eine der größten fahrerischen Leistungen in die Geschichte von Le Mans ein. Zum Zeitpunkt des Führungswechsels saß Levegh bereits seit mehr als 12 Stunden ununterbrochen im Fahrzeug und sollte das Cockpit auch bis zum Ausfall nicht räumen. Warum Levegh seinen Partner Marchand nie ans Steuer ließ, ist bis heute unklar geblieben. Bei jedem Boxenstopp stand dieser zum Fahrerwechsel bereit, aber Levegh fuhr immer unbeirrt weiter. Vermutet wird, dass Levegh befürchtet hatte, der unerfahrene Marchand könnte den schon angeschlagenen Motor überdrehen.
Letztlich führte aber ein Motorschaden zum Ausfall, eine Stunde und 10 Minuten vor dem Rennende. Als Levegh in der Mulsanne ausrollte, brach auf den Tribünen Entsetzen aus. Die größtenteils französischen Zuschauer hatten fest mit einem Sieg Leveghs gerechnet, der zum Zeitpunkt des Ausfalls unglaubliche sieben Runden Vorsprung auf die beiden verbliebenen Mercedes-Benz hatte. Dass Levegh vor Müdigkeit eingeschlafen war, stellte sich jedoch rasch als Gerücht aus. Als nach 24 Stunden die Werks-Mercedes als Sieger abgewinkt wurden, herrschte auf den Haupttribünen Totenstille. Selten davor und danach gab es für den Sieger so wenig Akklamation durch das Publikum. Auch in der Presse war der Mercedes-Sieg sehr unpopulär.

Graphik des Le-Mans-Unfalls von 1955

### Die Le-Mans-Katastrophe 1955
Seine eigentliche Domäne war der Einsatz von Sportwagen und so lud Mercedes-Benz ihn ein, 1955 als Gastfahrer und Ersatz für Hans Herrmann einen 300 SLR im 24-Stunden-Rennen von Le Mans zu pilotieren.
Am Ende der 35. Runde, gegen ca. 18:20 Uhr, überrundete Mike Hawthorn (Jaguar D-Type) Levegh und Lance Macklin (Austin-Healey) auf der Zielgeraden in einem Zug. Juan Manuel Fangio (Mercedes), mit dem er sich seit dem Start ein hartes Duell lieferte, saß ihm buchstäblich im Nacken. Am Ende des Überholmanövers ließ sich Hawthorn zu einer unvernünftigen Handlung hinreißen und schoss bremsend vor den beiden Überholten quer über die Piste, um zum Tanken die Boxen zu erreichen, die damals noch nicht baulich von der Rennstrecke getrennt waren.
Trotz einer Vollbremsung kam der Brite erst 80 Meter hinter seiner Boxenmannschaft zum Stehen, was den Unsinn seiner Tat veranschaulichte. Doch hinter sich hatte er ein Drama ausgelöst: Macklin konnte ihm zwar mit einem ebenso waghalsigen Manöver noch ausweichen, nahm damit aber Levegh den sprichwörtlichen „Raum zum Überleben“.
Nach einer leichten Kollision mit dem Heck des Austin bei 240 km/h prallte Leveghs Wagen in die Balustrade und explodierte. Beim schwersten Unfall in der Geschichte des Motorsports verloren neben dem Fahrer 83 Zuschauer ihr Leben. Die Mercedes-Teamleitung zog daraufhin ihre Rennwagen aus dem weiterlaufenden Wettbewerb ab.
Für heute unverständlich, brach die Rennleitung das Rennen nicht ab und erklärte Levegh – im Gegensatz zur Auffassung der anwesenden Journalisten, der Fachpresse und des Publikums – zum „Sündenbock“, was selbst von der englischen Öffentlichkeit anders gesehen wurde. Der eigentliche Verursacher, Mike Hawthorn, entschied das Rennen für sich. Die Fahrer wurden bis zum Rennende nicht von der Rennleitung über das Ausmaß der Katastrophe informiert.
Pierre Levegh wurde 49 Jahre alt. Er liegt auf dem Cimetière du Père-Lachaise in Paris begraben (Grabstelle: Division 93).

## Statistik

### Statistik in der Automobil-Weltmeisterschaft

#### Gesamtübersicht
| Saison | Team                       | Chassis          | Motor         | Rennen | Siege | Zweiter | Dritter | Poles | schn. Rennrunden | Punkte | WM-Pos. |
| ------ | -------------------------- | ---------------- | ------------- | ------ | ----- | ------- | ------- | ----- | ---------------- | ------ | ------- |
| 1950   | Automobiles Talbot-Darracq | Talbot-Lago T26C | Talbot 4.5 L6 | 2      | −     | −       | −       | −     | −                | −      | NC      |
| 1950   | Pierre Levegh              | Talbot-Lago T26C | Talbot 4.5 L6 | 1      | −     | −       | −       | −     | −                | −      | NC      |
| 1951   | Automobiles Talbot-Darracq | Talbot-Lago T26C | Talbot 4.5 L6 | 3      | −     | −       | −       | −     | −                | −      | NC      |
| Gesamt | Gesamt                     | Gesamt           | Gesamt        | 6      | −     | −       | −       | −     | −                | −      |         |

#### Einzelergebnisse
| Saison | 1   | 2 | 3 | 4 | 5   | 6   | 7 | 8 |
| ------ | --- | - | - | - | --- | --- | - | - |
| 1950   |     |   |   |   |     |     |   |   |
|        | DNA |   |   | 7 | DNF | DNF |   |   |
| 1951   |     |   |   |   |     |     |   |   |
|        |     | 8 |   |   | 9   | DNF |   |   |

| Legende  | Legende            | Legende                                                          |
| Farbe    | Abkürzung          | Bedeutung                                                        |
| -------- | ------------------ | ---------------------------------------------------------------- |
| Gold     | –                  | Sieg                                                             |
| Silber   | –                  | 2. Platz                                                         |
| Bronze   | –                  | 3. Platz                                                         |
| Grün     | –                  | Platzierung in den Punkten                                       |
| Blau     | –                  | Klassifiziert außerhalb der Punkteränge                          |
| Violett  | DNF                | Rennen nicht beendet (did not finish)                            |
| Violett  | NC                 | nicht klassifiziert (not classified)                             |
| Rot      | DNQ                | nicht qualifiziert (did not qualify)                             |
| Rot      | DNPQ               | in Vorqualifikation gescheitert (did not pre-qualify)            |
| Schwarz  | DSQ                | disqualifiziert (disqualified)                                   |
| Weiß     | DNS                | nicht am Start (did not start)                                   |
| Weiß     | WD                 | zurückgezogen (withdrawn)                                        |
| Hellblau | PO                 | nur am Training teilgenommen (practiced only)                    |
| Hellblau | TD                 | Freitags-Testfahrer (test driver)                                |
| ohne     | DNP                | nicht am Training teilgenommen (did not practice)                |
| ohne     | INJ                | verletzt oder krank (injured)                                    |
| ohne     | EX                 | ausgeschlossen (excluded)                                        |
| ohne     | DNA                | nicht erschienen (did not arrive)                                |
| ohne     | C                  | Rennen abgesagt (cancelled)                                      |
| ohne     | keine WM-Teilnahme |                                                                  |
| sonstige | P/fett             | Pole-Position                                                    |
| sonstige | 1/2/3/4/5/6/7/8    | Punktplatzierung im Sprint-/Qualifikationsrennen                 |
| sonstige | SR/kursiv          | Schnellste Rennrunde                                             |
| sonstige | *                  | nicht im Ziel, aufgrund der zurückgelegten Distanz aber gewertet |
| sonstige | ()                 | Streichresultate                                                 |
| sonstige | unterstrichen      | Führender in der Gesamtwertung                                   |

### Le-Mans-Ergebnisse
| Jahr | Team                      | Fahrzeug                      | Teamkollege   | Platzierung | Ausfallgrund                |
| ---- | ------------------------- | ----------------------------- | ------------- | ----------- | --------------------------- |
| 1938 | Jean Trévoux              | Talbot-Lago T150C             | Jean Trévoux  | Ausfall     | Motorschaden                |
| 1939 | Luigi Chinetti            | Talbot-Lago SS                | René Le Bègue | Ausfall     | Zündungsschaden             |
| 1951 | Pierre Levegh             | Talbot-Lago Monoplace Decalee | René Marchand | Rang 4      |                             |
| 1952 | Pierre Levegh             | Talbot-Lago T26GS Spider      | René Marchand | Ausfall     | Motorschaden                |
| 1953 | Automobiles Talbot-Darraq | Talbot-Lago T26GS             | Charles Pozzi | Rang 8      |                             |
| 1954 | Pierre Levegh             | Talbot-Lago T26GS             | Lino Fayen    | Ausfall     | Unfall                      |
| 1955 | Daimler-Benz A.G.         | Mercedes-Benz 300 SLR         | John Fitch    | Ausfall     | tödlicher Unfall von Levegh |

### Einzelergebnisse in der Sportwagen-Weltmeisterschaft
| Saison | Team            | Rennwagen             | 1   | 2   | 3   | 4   | 5   | 6   | 7   |
| ------ | --------------- | --------------------- | --- | --- | --- | --- | --- | --- | --- |
| 1953   | Talbot          | Talbot-Lago T26GS     | SEB | MIM | LEM | SPA | NÜR | RTT | CAP |
| 1953   | Talbot          | Talbot-Lago T26GS     | 8   |     |     |     |     |     |     |
| 1954   | Pierre Levegh   | Talbot-Lago T26GS     | BUA | SEB | MIM | LEM | RTT | CAP |     |
| 1954   | Pierre Levegh   | Talbot-Lago T26GS     | DNF |     |     |     |     |     |     |
| 1955   | Daimler-Benz AG | Mercedes-Benz 300 SLR | BUA | SEB | MIM | LEM | RTT | TAR |     |
| 1955   | Daimler-Benz AG | Mercedes-Benz 300 SLR | DNF |     |     |     |     |     |     |

## Einzelbelege
1. ↑  auto motor und sport. Heft 5, 14. Februar 2008, S. 157.

| Personendaten    | Personendaten                     |
| ---------------- | --------------------------------- |
| NAME             | Levegh, Pierre                    |
| ALTERNATIVNAMEN  | Pierre Bouillin                   |
| KURZBESCHREIBUNG | französischer Formel-1-Rennfahrer |
| GEBURTSDATUM     | 22. Dezember 1905                 |
| GEBURTSORT       | Paris                             |
| STERBEDATUM      | 11. Juni 1955                     |
| STERBEORT        | Le Mans                           |